# مرسين إيدمانيوردو
نادي مرسين إيدمانيوردو  نادي تركي تأسسة عام 1925 لكرة القدم ويلعب في دوري السوبر التركي.

## وصلات خارجية
- (بالتركية) الموقع الرسمي